# تیم دوچرخه‌سواری تناکس
تیم دوچرخه‌سواری تناکس (انگلیسی: Tenax) یک تیم دوچرخه‌سواری در کشور ایرلند بود.
این تیم در سال ۲۰۰۳ در ایتالیا تأسیس و پس از انتقال به کشور ایرلند در سال ۲۰۰۷ منحل شد.